# Alfred Silhol

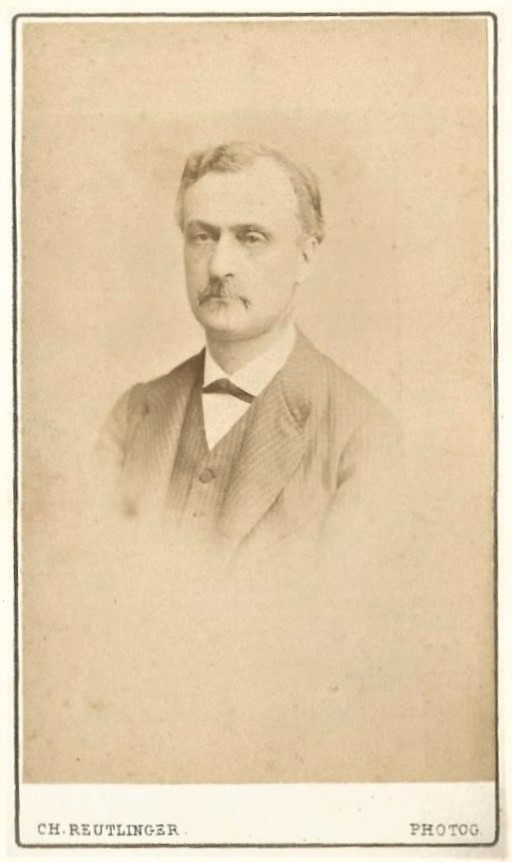

Alfred François Silhol (* 12. Oktober 1829 in Saint-Ambroix; † 29. Januar 1912 in Paris) war ein französischer Politiker. Er war 1881 bis 1885 Abgeordneter der Nationalversammlung und von 1894 bis 1903 Mitglied des Senats.
1881 zog Silhol für das Département Gard in die Nationalversammlung ein. Acht Jahre später trat er erneut an, scheiterte jedoch am späteren Abgeordneten Fernand de Ramel. 1893 bewarb er sich nicht erneut um einen Sitz in der Nationalversammlung, sondern wartete ein Jahr, und trat dann als Kandidat für den Senat an. Ihm gelang der Einzug, 1903 musste er aber erneut eine Niederlage hinnehmen. Er blieb danach in Paris, wo er 1912 starb.